# Naglebhare
Naglebhare (nep. नाङ्लेभारे) – gaun wikas samiti w środkowej części Nepalu w strefie Bagmati w dystrykcie Katmandu. Według nepalskiego spisu powszechnego z 2001 roku liczył on 894 gospodarstw domowych i 4656 mieszkańców (2341 kobiet i 2315 mężczyzn).